# Parafia św. Józefa Kalasancjusza w Rzeszowie
Parafia św. Józefa Kalasancjusza w Rzeszowie – parafia terytorialnie należąca do diecezji rzeszowskiej, dekanatu Rzeszów Wschód. Erygowana w 1975. Mieści się przy ulicy Lwowskiej. Kościół parafialny, murowany, zbudowany w latach 1974-1995.